# Список умерших в 753 году

## Август
- 8 августа — Хильдегарий, епископ Кёльна (между 750 и 752—753).

## Ноябрь
- 3 ноября — Пирмин Рейхенаусский[нем.] (Пирминий), христианский святой, монах и миссионер.

## Дата смерти неизвестна или требует уточнения
- Грифон, сын Карла Мартелла, франкского майордома.
- Кутайба ибн Туксбада, правитель Бухарского государства (738/739—753).
- Леотекарий[итал.], епископ Луни.
- Милон, епископ Трира и Реймса (717—744).
- Севар, хан Болгарии (738—753), последний болгарский правитель из ханского рода Дуло.